# Erik Myrgren
Erik Myrgren, född 2 januari 1914 i Njutånger i Hälsingland, död 20 oktober 1996 i Hörby, var en svensk präst.
Erik Myrgren arbetade under andra världskriget som sjömanspräst i Stettin i dåvarande Tyskland. Staden raserades vid flygbombningar i slutet av 1944 och tjänstgöringen upphörde därmed. I samband med hemresan engagerades han för att ta över tjänsten som pastor vid Svenska Victoriaförsamlingen i Berlin, sedan Erik Perwe avlidit. Han fortsatte sina båda företrädare Birger Forells och Erik Perwes arbete med att rädda människor från förföljelse av den nazistiska regimen.
Erik Myrgren tilldelades 1987 den israeliska utmärkelsen Rättfärdig bland folken.